# Donior Islamov
Donior Islamov (3 de diciembre de 1989) es un deportista moldavo que compite en lucha grecorromana. Ganó dos medallas de bronce en el Campeonato Europeo de Lucha, en los años 2016 y 2018.

## Palmarés internacional
| Campeonato Europeo | Campeonato Europeo | Campeonato Europeo | Campeonato Europeo |
| Año                | Lugar              | Medalla            | Categoría          |
| ------------------ | ------------------ | ------------------ | ------------------ |
| 2016               | Riga (Letonia)     | Medalla de bronce  | 59 kg              |
| 2018               | Kaspisk (Rusia)    | Medalla de bronce  | 63 kg              |